# Agelasta estrellae
Agelasta estrellae là một loài bọ cánh cứng trong họ Cerambycidae.